# Lingua chiwere
Il Chiwere (chiamato anche Iowa-Otoe-Missouria o Báxoje-Jíwere-Ñút'achi) è una lingua Siouan originariamente parlata dai popoli Missouria, Otoe e Iowa, originaria della regione dei Grandi Laghi ma successivamente spostata nel Midwest e nelle pianure. La lingua è strettamente imparentata con Ho-Chunk, noto anche come Winnebago.
"Tciwere itce" (nel dialetto Oto) e "Tcekiwere itce" (nel dialetto dell'Iowa) si traducono in "Parlare il dialetto casalingo". Si dice che il nome "Chiwere" derivi da una persona che incontra uno sconosciuto nell'oscurità. Se uno sconosciuto nell'oscurità sfidasse una persona a identificare se stessa, quella persona potrebbe rispondere "Io sono Tci-we-re" (Oto) o "Io sono Tce-ki-we-re" (Iowa), che si traduce in "Appartengo al popolo di questa terra" o "Appartengo a coloro che dimorano qui".

## Storia
I missionari non nativi cristiani documentarono per la prima volta il Chiwere negli anni '30 dell'Ottocento, ma da allora non è stato pubblicato molto materiale sulla lingua. Chiwere subì un costante declino dopo l'esteso contatto europeo-americano negli anni '50 dell'Ottocento e nel 1940 la lingua aveva quasi completamente cessato di essere parlata.